# Robert Bürchler
Robert Bürchler (n. 28 mai 1915, Zürich, cantonul Zürich, Elveția – d. 23 aprilie 1993) a fost un trăgător de tir ce a reprezentat Elveția, medaliat olimpic. A participat la o ediție a Jocurilor Olimpice (1952) în care a câștigat o medalie de argint.

## Participări
Lista de mai jos prezintă principalele competiții la care a participat Robert Bürchler de-a lungul carierei.
- shooting at the 1952 Summer Olympics – men's 300 metre free rifle, three positions[*]